# Obligatorische Rückversicherung
Bei der obligatorischen Rückversicherung verpflichtet sich der Rückversicherer (Zessionar) gegenüber dem Erstversicherer (Zedent), einen bestimmten Umfang an Risiken zu übernehmen. 
Der Erstversicherer ist verpflichtet, alle Risiken, die der vertraglichen Definition entsprechen, an den Zessionar zu übertragen. Der Rückversicherer hat kein Ablehnungsrecht. Dabei herrscht für den Rückversicherer der Grundsatz von Treu und Glauben. Der Rückversicherer übernimmt die Risiken, ohne im Einzelfall die Risiken zu prüfen, außer bei der fakultativ-obligatorischen Rückversicherung.